# Philippe Buttani
Philippe Buttani, né en 1968, est un astronome amateur français.

## Biographie
Le Centre des planètes mineures lui crédite la découverte de l'astéroïde (46731) Prieurblanc effectuée le 4 octobre 1997 avec la collaboration de Christophe Demeautis.
L'astéroïde (18167) Buttani lui est dédié,.
Il a trois enfants : Cassandre (1993), Justine (1996) et Gaspard (2012).